# 前山 (北秋田市)
前山（まえやま）は、秋田県北秋田市鷹巣地域にある大字。郵便番号は018-3342。
令和元年度に「守りたい秋田の里地里山50」に認定さた。

## 地理
北秋田市の北部西側に位置する。南に集落とJR前山駅があり、東西に奥羽本線と国道7号が走り、南端を米代川が流れる。北部は水田や山地が占める。
北は藤里町大沢杢ケ沢と藤里町大沢滝の沢出口、東は黒沢と坊沢、南は坊沢、西は今泉と隣接する。

### 河川
- 米代川
- 前山川

### 小字
- 家下 イエシタ
- 伊勢堂長根 イセドウナガネ
- 後長根 ウシロナガネ
- かめ山下 カメヤマシタ
- 喜右エ門岱 キウエモンタイ
- 栗木岱クリノキタイ
- 小館 コダテ
- 菅ノ沢 スガノサワ
- 外真木岱 ソトマキタイ
- 堤岱 ツツミタイ
- 綱前 ツナマエ
- 中島 ナカジマ
- 二本杉岱 ニホンスギタイ
- 平助岱 ヘイスケタイ
- 村向 ムラムカイ

## 歴史

### 沿革
- 1889年（明治22年）4月1日 - 町村制の施行により、黒沢村、前山村、今泉村、小繋村、麻生村の区域をもって七座村が発足
- 1955年（昭和30年）4月1日 - 鷹巣町・栄村・坊沢村・沢口村と合併し、新鷹巣町が発足。同日七座村廃止。

## 世帯数と人口
2020年（令和2年）10月1日現在の世帯数と人口は以下の通りである。
| 大字 | 世帯数  | 人口  | 人口  | 人口  |
| 大字 | 世帯数  | 男    | 女    | 計    |
| ---- | ------- | ----- | ----- | ----- |
| 前山 | 103世帯 | 104人 | 131人 | 235人 |

### 世帯数と人口の変遷
国勢調査による世帯数と人口の推移。
| 1995年（平成7年）  | 137世帯 |  |  | 476人 |  |  |
| 2000年（平成12年） | 136世帯 |  |  | 437人 |  |  |
| 2005年（平成17年） | 129世帯 |  |  | 393人 |  |  |
| 2010年（平成22年） | 122世帯 |  |  | 339人 |  |  |
| 2015年（平成27年） | 113世帯 |  |  | 288人 |  |  |
| 2020年（令和02年） | 103世帯 |  |  | 235人 |  |  |

## 小・中学校の学区
市立小・中学校に通う場合、学区は以下の通りとなる。
| 小字 | 小学校               | 中学校               |
| ---- | -------------------- | -------------------- |
| 全域 | 北秋田市立鷹巣小学校 | 北秋田市立鷹巣中学校 |

## 交通

### 鉄道
- 東日本旅客鉄道奥羽本線 前山駅

### 道路
- 国道7号

### バス
当地域を秋北バスが運行する。
- 七座・薬師山スキー場線 - 鷹巣駅前・イオンタウン鷹巣方面

## 施設
- 雷皇神社